# Pristomyrmex lucidus
Pristomyrmex lucidus é uma espécie de formiga do gênero Pristomyrmex, pertencente à subfamília Myrmicinae.